# Бланш Мері Ченнінг
Бланш Мері Ченнінг (26 лютого 1860 — 9 серпня 1902) — поетеса та письменниця дитячої фантастики.
Її поховали на кладовищі Проспект Хілл у Бреттлборо, штат Вермонт.

## Раннє життя
Бланш Мері Ченнінг народилася 26 лютого 1860 року  Вона була донькою Джулії Марії (уродженої Аллен) та Вільяма Генрі Ченнінга, унітарного священика в Англії та Америці.     Її братом був Френсіс Оллстон Ченнінг, пізніше 1-й барон Ченнінг Веллінгборо та член британського парламенту .  
Її двоюрідним дядьком був Вільям Еллері Ченнінг, знаменитий унітаріанець.  

## Кар'єра

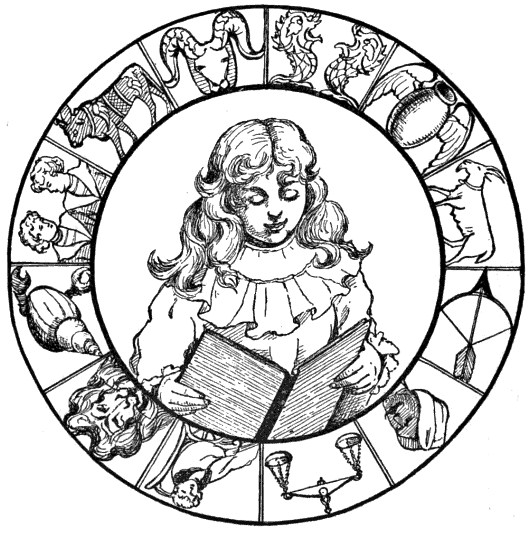
Зодіак історії ілюстрації

Ченнінг була письменницею та поетесою, відомою своїми дитячими книгами.    Її вірші були популярні під час іспано-американської війни  і публікувалися в журналі Time і таких газетах, як The Boston Journal .   Її останній роман для дітей, The Balaster Boys, вийшов незадовго до її смерті в 1902 році.   
Однак найвідомішими її працями стали дитячі книги «Історії зодіаку» (1899), «Вініфред Вест» (1901) та «Колискова пісня та інші вірші» (1902).     Вона також надала ілюстрації до збірки оповідань Zodiac Stories, яка розповідає про звичаї різних країн.  

## Особисте життя
Ченнінг жила в Бруклані, Массачусетс.. Вона брала участь у русі проти вівісекції на захист тварин. і вважалася «дуже релігійним лібералом». Вона померла 9 серпня 1902 року в Массачусетській загальній лікарні в Бостоні від хвороби після того, як її охолодили під час прогулянки на човні в Наханті кілька тижнів тому Її похорон відбувся в церкві Еммануал на Ньюберрі-стріт у Бостоні 12 серпня 1902 року..  Її поховали на кладовищі Проспект Хілл у Бреттлборо, штат Вермонт.

## Публікації
- Історії зодіаку . Бланш Мері Ченнінг, ілюстратор. Нью-Йорк: EP Dutton & Company (1899) [17]
- Вініфред Вест, Історія . Чейз Емерсон, ілюстратор. Бостон: WA Wilde Company, 1901. [12]
- Колискова Замок та інші вірші . Бостон: Little, Brown, and Company, 1901.
- Хлопчики з Баластра . Френк Т. Меррілл, ілюстратор. Бостон: WA Wilde Company, 1902. [3] [11] [12]